# فهرست بازیکنان باشگاه فوتبال چلسی
فهرست بازیکنان باشگاه فوتبال چلسی که در مسابقه‌ها و جام‌های مهم این باشگاه حضور داشته‌اند.

## بازیکنان
تغییرات تا ۲۰ مه ۲۰۱۳
| نام                   | ملیت                | پست     | بازی در چلسی             | بازی | گل‌زده |
| --------------------- | ------------------- | ------- | ------------------------ | ---- | ----- |
| ویلیام فولک           | انگلستان            | GK      | ۱۹۰۵–۱۹۰۶                | ۳۵   | ۰     |
| باب مک‌روبرتس          | انگلستان            | HB      | ۱۹۰۵–۱۹۰۹                | ۱۰۶  | ۱۰    |
| جان روبرتسون          | اسکاتلند            | Various | ۱۹۰۵–۱۹۰۶                | ۳۹   | ۴     |
| جیمی ویندریج          | انگلستان            | FW      | ۱۹۰۵–۱۹۱۱                | ۱۵۲  | ۵۸    |
| جرج هیلسدون           | انگلستان            | ST      | ۱۹۰۶–۱۹۱۲                | ۱۶۴  | ۱۰۷   |
| بن وارن               | انگلستان            | HB      | ۱۹۰۸–۱۹۱۴                | ۱۰۱  | ۵     |
| باب ویتینگهام         | انگلستان            | ST      | ۱۹۰۹–۱۹۱۹                | ۱۲۹  | ۸۰    |
| ویویان وودورد         | انگلستان            | FW      | ۱۹۰۹–۱۹۱۵                | ۱۱۶  | ۳۴    |
| جیم مولینوکس          | انگلستان            | GK      | ۱۹۱۰–۱۹۲۳                | ۲۳۹  | ۰     |
| جک هارو               | انگلستان            | DF      | ۱۹۱۱–۱۹۲۶                | ۳۳۳  | ۵     |
| هارولد هالس           | انگلستان            | CB      | ۱۹۱۳–۱۹۲۱                | ۱۱۱  | ۲۵    |
| نیلز میدبو            | دانمارک             | HB      | ۱۹۱۳–۱۹۲۱                | ۱۷۵  | ۰     |
| باب مک‌نیل             | اسکاتلند            | FW      | ۱۹۱۴–۱۹۲۷                | ۳۰۷  | ۳۲    |
| جک کوک                | انگلستان            | ST      | ۱۹۱۹–۱۹۲۳                | ۱۱۰  | ۵۳    |
| هری ویدینگ            | انگلستان            | CB      | ۱۹۱۹–۱۹۲۸                | ۲۴۱  | ۲۲    |
| تامی میهان            | انگلستان            | HB      | ۱۹۲۰–۱۹۲۴                | ۱۳۳  | ۴     |
| بنجامین هوارد بیکر    | انگلستان            | GK      | ۱۹۲۱–۱۹۲۶                | ۹۳   | ۱     |
| جورج اسمیت            | اسکاتلند            | FB      | ۱۹۲۱–۱۹۳۲                | ۳۷۰  | ۰     |
| جکی کرفورد            | انگلستان            | W       | ۱۹۲۳–۱۹۳۴                | ۳۰۸  | ۲۷    |
| هارولد میلر           | انگلستان            | FW      | ۱۹۲۳–۱۹۳۹                | ۳۶۳  | ۴۴    |
| اندرو ویلسون          | اسکاتلند            | FW      | ۱۹۲۳–۱۹۳۱                | ۲۵۳  | ۶۲    |
| تامی لاو              | اسکاتلند            | FB      | ۱۹۲۵–۱۹۳۹                | ۳۱۹  | ۱۹    |
| باب ترنبال            | اسکاتلند            | ST      | ۱۹۲۵–۱۹۲۸                | ۸۷   | ۵۸    |
| سام میلینگتون         | انگلستان            | GK      | ۱۹۲۶–۱۹۳۲                | ۲۴۵  | ۰     |
| سید بیشپ              | انگلستان            | HB      | ۱۹۲۸–۱۹۳۳                | ۱۰۹  | ۶     |
| جورج میلس             | انگلستان            | ST      | ۱۹۲۹–۱۹۴۳                | ۲۳۹  | ۱۲۳   |
| هیو گالاکر            | اسکاتلند            | ST      | ۱۹۳۰–۱۹۳۴                | ۱۴۴  | ۸۱    |
| الکس جکسون            | اسکاتلند            | W       | ۱۹۳۰–۱۹۳۲                | ۷۷   | ۲۹    |
| ویک وودلی             | انگلستان            | GK      | ۱۹۳۱–۱۹۴۵                | ۲۷۲  | ۰     |
| جیمی آرگو             | اسکاتلند            | FW      | ۱۹۳۳–۱۹۴۷                | ۱۲۵  | ۳۵    |
| دیک اسپنس             | انگلستان            | W       | ۱۹۳۴–۱۹۵۰                | ۲۴۶  | ۶۵    |
| هری برجیس             | انگلستان            | FW      | ۱۹۳۵–۱۹۴۵                | ۱۵۵  | ۳۷    |
| سم ویور               | انگلستان            | HB      | ۱۹۳۶–۱۹۴۵                | ۱۲۵  | ۴     |
| لن گولدن              | انگلستان            | FW      | ۱۹۴۵–۱۹۵۰                | ۱۱۱  | ۱۹    |
| جان هریس              | اسکاتلند            | CB      | ۱۹۴۵–۱۹۵۶                | ۳۶۴  | ۱۴    |
| تامی لاوتون           | انگلستان            | ST      | ۱۹۴۵–۱۹۴۷                | ۵۳   | ۳۵    |
| کن آرمسترانگ          | انگلستان · نیوزیلند | HB      | ۱۹۴۶–۱۹۵۷                | ۴۰۲  | ۳۰    |
| بیل رابرتسون          | اسکاتلند            | GK      | ۱۹۴۶–۱۹۶۰                | ۲۱۵  | ۰     |
| تامی واکر             | اسکاتلند            | FW      | ۱۹۴۶–۱۹۴۸                | ۱۰۴  | ۲۴    |
| بابی کمپل             | اسکاتلند            | W       | ۱۹۴۷–۱۹۵۴                | ۲۱۳  | ۴۰    |
| روی بنتلی             | انگلستان            | ST      | ۱۹۴۸–۱۹۵۶                | ۳۶۷  | ۱۵۰   |
| استن ویلمس            | انگلستان            | LB      | ۱۹۴۹–۱۹۵۶                | ۲۲۱  | ۲     |
| اریک پارسون           | انگلستان            | W       | ۱۹۵۰–۱۹۵۶                | ۱۷۷  | ۴۲    |
| ران گیرین‌وود          | انگلستان            | CB      | ۱۹۵۲–۱۹۵۵                | ۶۶   | ۰     |
| جیم لوئیس             | انگلستان            | FW      | ۱۹۵۲–۱۹۵۸                | ۹۵   | ۴۰    |
| جانی مک‌نیکول          | اسکاتلند            | FW      | ۱۹۵۲–۱۹۵۸                | ۲۰۲  | ۶۶    |
| لس استابس             | انگلستان            | FW      | ۱۹۵۲–۱۹۵۸                | ۱۲۳  | ۳۵    |
| چارلی تامسون          | اسکاتلند            | GK      | ۱۹۵۲–۱۹۵۷                | ۵۹   | ۰     |
| فرانک بلونستون        | انگلستان            | W       | ۱۹۵۳–۱۹۶۴                | ۳۴۷  | ۵۴    |
| درک ساندرز            | انگلستان            | HB      | ۱۹۵۳–۱۹۵۹                | ۲۲۳  | ۹     |
| پیتر سیلت             | انگلستان            | RB      | ۱۹۵۳–۱۹۶۲                | ۲۸۸  | ۳۴    |
| رون تیندال            | انگلستان            | ST      | ۱۹۵۳–۱۹۶۱                | ۱۷۴  | ۶۹    |
| جان سیلت              | انگلستان            | FB      | ۱۹۵۴–۱۹۶۲                | ۱۰۲  | ۱     |
| استن ویکس             | انگلستان            | CB      | ۱۹۵۴–۱۹۵۶                | ۸۱   | ۱     |
| پیتر برابروک          | انگلستان            | FW      | ۱۹۵۵–۱۹۶۲                | ۲۷۱  | ۵۷    |
| جان مورتیمور          | انگلستان            | MF      | ۱۹۵۶–۱۹۶۵                | ۲۷۹  | ۱۰    |
| جیمی گریوس            | انگلستان            | ST      | ۱۹۵۷–۱۹۶۱                | ۱۶۹  | ۱۳۲   |
| کن شلیتو              | انگلستان            | RB      | ۱۹۵۷–۱۹۶۹                | ۱۲۳  | ۲     |
| بری بریجز             | انگلستان            | FW      | ۱۹۵۸–۱۹۶۶                | ۲۰۵  | ۹۳    |
| پیتر بونتی            | انگلستان            | GK      | ۱۹۵۹–۱۹۷۹                | ۷۲۹  | ۰     |
| بابی تامبلینگ         | انگلستان            | FW      | ۱۹۵۹–۱۹۷۰                | ۳۷۰  | ۲۰۲   |
| آلان هریس             | انگلستان            | LB      | ۱۹۶۰–۱۹۶۴ ۱۹۶۶–۱۹۶۷      | ۱۰۲  | ۱     |
| تری ونابلز            | انگلستان            | MF      | ۱۹۶۰–۱۹۶۶                | ۲۳۷  | ۳۱    |
| رون هریس              | انگلستان            | DF      | ۱۹۶۱–۱۹۸۰                | ۷۹۵  | ۱۴    |
| برت مورای             | انگلستان            | FW      | ۱۹۶۱–۱۹۶۶                | ۱۸۳  | ۴۴    |
| پیتر هاوسمن           | انگلستان            | MF      | ۱۹۶۲–۱۹۷۵                | ۳۴۳  | ۳۹    |
| ادی مک‌کریدی           | اسکاتلند            | LB      | ۱۹۶۲–۱۹۷۴                | ۴۱۰  | ۵     |
| ماروین هینتون         | انگلستان            | CB      | ۱۹۶۳–۱۹۷۶                | ۳۴۴  | ۴     |
| جان بویل              | اسکاتلند            | MF      | ۱۹۶۴–۱۹۷۳                | ۲۶۶  | ۱۲    |
| جورج گراهام           | اسکاتلند            | FW      | ۱۹۶۴–۱۹۶۶                | ۱۰۲  | ۴۶    |
| جان هولینس            | انگلستان            | MF      | ۱۹۶۴–۱۹۷۵ ۱۹۸۳–۱۹۸۴      | ۵۹۲  | ۶۴    |
| پیتر آسگود            | انگلستان            | ST      | ۱۹۶۴–۱۹۷۴ ۱۹۷۸–۱۹۷۹      | ۳۸۰  | ۱۵۰   |
| تامی بالدوین          | انگلستان            | MF      | ۱۹۶۶–۱۹۷۴                | ۲۳۹  | ۹۲    |
| چارلی کوک             | اسکاتلند            | W       | ۱۹۶۶–۱۹۷۲ ۱۹۷۴–۱۹۷۸      | ۳۷۳  | ۳۰    |
| آلن هادسون            | انگلستان            | MF      | ۱۹۶۸–۱۹۷۴                | ۱۸۹  | ۱۴    |
| یان هاتچینسون         | انگلستان            | ST      | ۱۹۶۸–۱۹۷۶                | ۱۴۴  | ۵۸    |
| دیوید وب              | انگلستان            | CB/RB   | ۱۹۶۸–۱۹۷۴                | ۲۹۹  | ۳۳    |
| جان دمپسی             | انگلستان            | CB      | ۱۹۶۹–۱۹۷۸                | ۲۰۷  | ۷     |
| میکی دروی             | انگلستان            | CB      | ۱۹۷۰–۱۹۸۵                | ۳۱۳  | ۱۹    |
| جان فیلیپس            | ولز                 | GK      | ۱۹۷۰–۱۹۸۰                | ۱۴۹  | ۰     |
| یان بریتون            | اسکاتلند            | MF      | ۱۹۷۱–۱۹۸۲                | ۲۸۹  | ۳۴    |
| استیو فینیستون        | اسکاتلند            | ST      | ۱۹۷۱–۱۹۷۸                | ۹۰   | ۳۷    |
| کریس گارلند           | انگلستان            | MF      | ۱۹۷۱–۱۹۷۵                | ۱۱۴  | ۳۱    |
| استیو کمبر            | انگلستان            | MF      | ۱۹۷۱–۱۹۷۵                | ۱۵۰  | ۱۵    |
| گری استنلی            | انگلستان            | MF      | ۱۹۷۱–۱۹۷۹                | ۱۲۰  | ۱۵    |
| بیل گارنر             | انگلستان            | ST      | ۱۹۷۲–۱۹۷۸                | ۱۱۹  | ۳۶    |
| گری لوک               | انگلستان            | RB      | ۱۹۷۲–۱۹۸۲                | ۳۱۷  | ۴     |
| کنی اسواین            | انگلستان            | MF/ST   | ۱۹۷۳–۱۹۷۸                | ۱۳۲  | ۲۹    |
| رای ویلکینز           | انگلستان            | MF      | ۱۹۷۳–۱۹۷۹                | ۱۹۸  | ۳۴    |
| دیوید های             | اسکاتلند            | MF      | ۱۹۷۴–۱۹۸۰                | ۱۲۰  | ۳     |
| تامی لانگلی           | انگلستان            | ST      | ۱۹۷۴–۱۹۸۰                | ۱۵۲  | ۴۳    |
| استیو ویکس            | انگلستان            | CB      | ۱۹۷۴–۱۹۷۹ ۱۹۸۶–۱۹۸۸      | ۱۶۴  | ۸     |
| کلایو واکر            | انگلستان            | W       | ۱۹۷۵–۱۹۸۴                | ۲۲۴  | ۶۵    |
| جان بامستید           | انگلستان            | MF      | ۱۹۷۶–۱۹۹۱                | ۴۰۹  | ۴۴    |
| مایک فیلری            | انگلستان            | W       | ۱۹۷۸–۱۹۸۳                | ۱۸۱  | ۴۱    |
| پتار بورتا            | یوگسلاوی            | GK      | ۱۹۷۹–۱۹۸۲                | ۱۱۴  | ۰     |
| گری چایورس            | انگلستان            | CB      | ۱۹۷۹–۱۹۸۳                | ۱۴۸  | ۴     |
| کولین پیتس            | انگلستان            | CB      | ۱۹۷۹–۱۹۸۸                | ۳۴۶  | ۱۰    |
| پیتر رودز-براون       | انگلستان            | W       | ۱۹۷۹–۱۹۸۴                | ۱۰۹  | ۵     |
| کریس هاتچینگز         | انگلستان            | LB      | ۱۹۸۰–۱۹۸۳                | ۱۰۱  | ۳     |
| کولین لی              | انگلستان            | ST      | ۱۹۸۰–۱۹۸۷                | ۲۲۳  | ۴۱    |
| پائول کنویل           | انگلستان            | W       | ۱۹۸۱–۱۹۸۶                | ۱۰۳  | ۱۵    |
| جوی جونز              | ولز                 | RB      | ۱۹۸۲–۱۹۸۵                | ۹۱   | ۲     |
| دیوید اسپیدی          | اسکاتلند            | ST      | ۱۹۸۲–۱۹۸۷                | ۲۰۵  | ۶۴    |
| کری دیکسون            | انگلستان            | ST      | ۱۹۸۳–۱۹۹۲                | ۴۲۰  | ۱۹۳   |
| جو مک‌لاگلین           | اسکاتلند            | CB      | ۱۹۸۳–۱۹۸۹                | ۲۶۸  | ۷     |
| پت نوین               | اسکاتلند            | W       | ۱۹۸۳–۱۹۸۸                | ۲۴۲  | ۴۵    |
| ادی نیدژویسکی         | ولز                 | GK      | ۱۹۸۳–۱۹۸۸                | ۱۷۵  | ۰     |
| نایجل اسپکمن          | انگلستان            | MF      | ۱۹۸۳–۱۹۸۷ ۱۹۹۲–۱۹۹۶      | ۲۶۷  | ۱۴    |
| میکی هازارد           | انگلستان            | MF      | ۱۹۸۵–۱۹۹۰                | ۱۰۳  | ۷     |
| گردون دوری            | اسکاتلند            | ST      | ۱۹۸۶–۱۹۹۱                | ۱۵۳  | ۶۳    |
| استیو کلارک           | اسکاتلند            | RB      | ۱۹۸۷–۱۹۹۸                | ۴۲۱  | ۱۰    |
| تونی دوریگو           | انگلستان            | LB      | ۱۹۸۷–۱۹۹۱                | ۱۸۰  | ۱۲    |
| گریم لی سوکس          | انگلستان            | LB      | ۱۹۸۷–۱۹۹۳ ۱۹۹۷–۲۰۰۳      | ۳۱۲  | ۱۶    |
| کوین ویلسون           | ایرلند شمالی        | FW      | ۱۹۸۷–۱۹۹۲                | ۱۹۱  | ۵۵    |
| کوین هیچکاک           | انگلستان            | GK      | ۱۹۸۸–۲۰۰۱                | ۱۳۵  | ۰     |
| دیوید لی              | انگلستان            | CB      | ۱۹۸۸–۱۹۹۸                | ۱۹۴  | ۱۳    |
| دیو بیسنت             | انگلستان            | GK      | ۱۹۸۹–۱۹۹۳                | ۱۵۷  | ۰     |
| کریگ بورلی            | اسکاتلند            | MF      | ۱۹۸۹–۱۹۹۷                | ۱۳۷  | ۱۱    |
| ارلند جانسن           | نروژ                | CB      | ۱۹۸۹–۱۹۹۷                | ۱۸۳  | ۱     |
| کن مونکو              | هلند                | CB      | ۱۹۸۹–۱۹۹۲                | ۱۱۹  | ۲     |
| ادی نیوتون            | انگلستان            | MF      | ۱۹۹۰–۱۹۹۹                | ۲۱۴  | ۱۰    |
| فرانک سینکلر          | جامائیکا            | CB      | ۱۹۹۰–۱۹۹۸                | ۲۱۸  | ۱۳    |
| اندی تاونسند          | ایرلند              | MF      | ۱۹۹۰–۱۹۹۳                | ۱۳۸  | ۱۹    |
| دنیس ویسه             | انگلستان            | MF      | ۱۹۹۰–۲۰۰۱                | ۴۴۵  | ۷۶    |
| پائول الیوت           | انگلستان            | CB      | ۱۹۹۱–۱۹۹۴                | ۵۴   | ۳     |
| اندی مایرز            | انگلستان            | LB      | ۱۹۹۱–۱۹۹۹                | ۱۰۶  | ۲     |
| دمیتری خارین          | روسیه               | GK      | ۱۹۹۲–۱۹۹۹                | ۱۴۶  | ۰     |
| جان اسپنسر            | اسکاتلند            | ST      | ۱۹۹۲–۱۹۹۶                | ۱۳۷  | ۴۳    |
| مایکل دوبری           | انگلستان            | CB      | ۱۹۹۳–۱۹۹۹                | ۱۱۵  | ۳     |
| گوین پیکوک            | انگلستان            | MF      | ۱۹۹۳–۱۹۹۶                | ۱۳۴  | ۲۷    |
| رود گولیت             | هلند                | Various | ۱۹۹۵–۱۹۹۸                | ۶۴   | ۷     |
| مارک هیوز             | ولز                 | ST      | ۱۹۹۵–۱۹۹۸                | ۱۲۳  | ۳۹    |
| جودی موریس            | انگلستان            | MF      | ۱۹۹۵–۲۰۰۳                | ۱۷۳  | ۹     |
| دن پترسکو             | رومانی              | RB      | ۱۹۹۵–۲۰۰۰                | ۲۰۸  | ۲۳    |
| روبرتو دی ماتئو       | ایتالیا             | MF      | ۱۹۹۶–۲۰۰۲                | ۱۷۵  | ۲۶    |
| فرانک بلوئوف          | فرانسه              | CB      | ۱۹۹۶–۲۰۰۱                | ۲۰۴  | ۲۴    |
| جان لوکا ویالی        | ایتالیا             | ST      | ۱۹۹۶–۲۰۰۰                | ۸۳   | ۴۰    |
| جیان‌فرانکو زولا       | ایتالیا             | FW      | ۱۹۹۶–۲۰۰۳                | ۳۱۲  | ۸۰    |
| کلستین بابایارو       | نیجریه              | LB      | ۱۹۹۷–۲۰۰۵                | ۱۹۷  | ۸     |
| اد دی گوی             | هلند                | GK      | ۱۹۹۷–۲۰۰۳                | ۱۷۹  | ۰     |
| توره آندره فلو        | نروژ                | ST      | ۱۹۹۷–۲۰۰۰                | ۱۶۳  | ۵۰    |
| گاس پویت              | اروگوئه             | MF      | ۱۹۹۷–۲۰۰۱                | ۱۴۵  | ۴۹    |
| جان تری               | انگلستان            | CB      | ۱۹۹۷–                    | ۵۷۴  | ۵۵    |
| مارسل دسایی           | فرانسه              | CB      | ۱۹۹۸–۲۰۰۴                | ۲۲۲  | ۷     |
| پیرلویجی کاسیراگی     | ایتالیا             | ST      | ۱۹۹۸–۲۰۰۰                | ۱۰   | ۱     |
| آلبرت فرر             | اسپانیا             | RB      | ۱۹۹۸–۲۰۰۳                | ۱۱۳  | ۱     |
| مایکل فورسل           | فنلاند              | ST      | ۱۹۹۸–۲۰۰۵                | ۳۳   | ۵     |
| کارلو کودیچینی        | ایتالیا             | GK      | ۱۹۹۹–۲۰۰۹                | ۲۱۴  | ۰     |
| ساموئله دلا بونا      | ایتالیا             | MF      | ۱۹۹۹–۲۰۰۲                | ۵۵   | ۶     |
| ماریو ملچیوت          | هلند                | RB      | ۱۹۹۹–۲۰۰۴                | ۱۶۵  | ۵     |
| کریستین پانوچی        | ایتالیا             | DF      | ۲۰۰۰                     | ۸    | ۰     |
| یسپر گرونیائر         | دانمارک             | W       | ۲۰۰۰–۲۰۰۴                | ۱۱۶  | ۱۱    |
| ماریو استانیچ         | کرواسی              | MF      | ۲۰۰۰–۲۰۰۴                | ۵۹   | ۷     |
| ایدور گودیانسن        | ایسلند              | ST      | ۲۰۰۰–۲۰۰۶                | ۲۶۳  | ۷۸    |
| جیمی فلوید هاسلبنک    | هلند                | ST      | ۲۰۰۰–۲۰۰۴                | ۱۷۷  | ۸۷    |
| مارک بوسنیچ           | استرالیا            | GK      | ۲۰۰۱–۲۰۰۳                | ۵    | ۰     |
| ویلیام گالاس          | فرانسه              | CB      | ۲۰۰۱–۲۰۰۶                | ۲۲۵  | ۱۴    |
| کارلتون کول           | انگلستان            | ST      | ۲۰۰۱–۲۰۰۶                | ۲۵   | ۴     |
| فرانک لمپارد          | انگلستان            | MF      | ۲۰۰۱–                    | ۶۰۶  | ۲۰۳   |
| روبرت هات             | آلمان               | CB      | ۲۰۰۲–۲۰۰۶                | ۴۲   | ۰     |
| آدریان موتو           | رومانی              | W       | ۲۰۰۳–۲۰۰۴                | ۲۷   | ۶     |
| الکسی اسمرتین         | روسیه               | DF      | ۲۰۰۳–۲۰۰۶                | ۱۶   | ۰     |
| خوان سباستین ورون     | آرژانتین            | MF      | ۲۰۰۳–۲۰۰۷                | ۷    | ۱     |
| وین بریج              | انگلستان            | LB      | ۲۰۰۳–۲۰۰۹                | ۱۴۲  | ۴     |
| جو کول                | انگلستان            | MF      | ۲۰۰۳–۲۰۱۰                | ۲۷۸  | ۳۹    |
| دیمین داف             | جمهوری ایرلند       | W       | ۲۰۰۳–۲۰۰۶                | ۱۲۵  | ۱۹    |
| گلن جانسون            | انگلستان            | RB      | ۲۰۰۳–۲۰۰۷                | ۴۱   | ۳     |
| کلود ماکلله           | فرانسه              | MF      | ۲۰۰۳–۲۰۰۸                | ۲۱۷  | ۲     |
| جرمی ان‌جی‌تاپ          | کامرون              | MF      | ۲۰۰۳–۲۰۰۷                | ۱۰۸  | ۴     |
| ماتیا کژمان           | صربستان و مونته‌نگرو | ST      | ۲۰۰۴–۲۰۰۵                | ۲۵   | ۴     |
| اسکات پارکر           | انگلستان            | MF      | ۲۰۰۴–۲۰۰۵                | ۱۵   | ۱     |
| نونو مواریس           | پرتغال              | MF      | ۲۰۰۴–۲۰۰۷                | ۴    | ۰     |
| ریکاردو کاروالیو      | پرتغال              | CB      | ۲۰۰۴–۲۰۱۰                | ۲۱۱  | ۱۱    |
| دیدیه دروگبا          | ساحل عاج            | ST      | ۲۰۰۴–۲۰۱۲                | ۳۴۱  | ۱۵۷   |
| پائولو فریرا          | پرتغال              | RB      | ۲۰۰۴–                    | ۲۱۰  | ۲     |
| پیتر چک               | چک                  | GK      | ۲۰۰۴–                    | ۴۲۳  | ۰     |
| آرین روبن             | هلند                | W       | ۲۰۰۴–۲۰۰۷                | ۱۰۶  | ۱۹    |
| آسیر دل هورنو         | اسپانیا             | LB      | ۲۰۰۵–۰۶                  | ۲۵   | ۱     |
| ییری یاروشیک          | چک                  | MF      | ۲۰۰۵–۲۰۰۶                | ۱۴   | ۰     |
| لاسانا دیارا          | فرانسه              | MF      | ۲۰۰۵–۲۰۰۷                | ۱۳   | ۰     |
| مایکل اسین            | غنا                 | MF      | ۲۰۰۵–                    | ۲۴۷  | ۲۵    |
| جان اوبی میکل         | نیجریه              | CMF     | ۲۰۰۶–                    | ۲۳۹  | ۲     |
| شان رایت-فیلیپس       | انگلستان            | W       | ۲۰۰۵–۲۰۰۸                | ۱۲۷  | ۱۰    |
| بن سحر                | اسرائیل             | ST      | ۲۰۰۶–۲۰۰۹                | ۳    | ۰     |
| سالومون کالو          | ساحل عاج            | ST      | ۲۰۰۶–۲۰۱۲                | ۲۵۴  | ۶۰    |
| مانیشه                | پرتغال              | MF      | ۲۰۰۶                     | ۸    | ۰     |
| هنریکه هیلاریو        | پرتغال              | GK      | ۲۰۰۶–                    | ۲۰   | ۰     |
| رایان برتراند         | انگلستان            | LB      | ۲۰۰۶–                    | ۲۳   | ۰     |
| اشلی کول              | انگلستان            | LB      | ۲۰۰۶–                    | ۳۱۰  | ۷     |
| میشائل بالاک          | آلمان               | MF      | ۲۰۰۶–۲۰۱۰                | ۱۶۷  | ۲۶    |
| اسکات سینکلر          | انگلستان            | W       | ۲۰۰۶–۲۰۱۰                | ۵    | ۰     |
| سام هاچینسون          | انگلستان            | CB      | ۲۰۰۷–۲۰۱۰ (بازگشت) ۲۰۱۱- | ۵    | ۰     |
| تال بن حیم            | اسرائیل             | DF      | ۲۰۰۷–۲۰۰۸                | ۱۳   | ۰     |
| کلودیو پیزارو         | پرو                 | ST      | ۲۰۰۷–۲۰۰۹                | ۲۱   | ۲     |
| جولیانو بلتی          | برزیل               | RB      | ۲۰۰۷–۲۰۱۰                | ۵۴   | ۵     |
| الکس                  | برزیل               | DF      | ۲۰۰۷–۲۰۱۲                | ۱۳۳  | ۱۰    |
| فلورن مالودا          | فرانسه              | MF      | ۲۰۰۷–                    | ۲۲۹  | ۴۵    |
| فرانکو دی سانتو       | آرژانتین            | ST      | ۲۰۰۸–۲۰۱۰                | ۸    | ۰     |
| نیکولا آنلکا          | فرانسه              | ST      | ۲۰۰۸–۲۰۱۲                | ۱۸۱  | ۵۹    |
| ژوزه بوسینگوا         | پرتغال              | RB      | ۲۰۰۸–۱۲                  | ۸۹   | ۳     |
| دکو                   | پرتغال              | MF      | ۲۰۰۸–۲۰۱۰                | ۴۲   | ۵     |
| برانیسلاو ایوانوویچ   | صربستان             | DF      | ۲۰۰۸–                    | ۲۱۱  | ۲۱    |
| ریکاردو کوارشما       | پرتغال              | W       | ۲۰۰۹                     | ۴    | ۰     |
| یوری ژیرکوف           | روسیه               | LB      | ۲۰۰۹–۲۰۱۱                | ۴۸   | ۱     |
| فابیو بورینی          | ایتالیا             | W       | ۲۰۰۹–۲۰۱۱                | ۴    | ۰     |
| نمانیا ماتیچ          | صربستان             | MF      | ۲۰۰۹–۲۰۱۱                | ۲    | ۰     |
| رز ترنبال             | انگلستان            | GK      | ۲۰۰۹–                    | ۶    | ۰     |
| جفری بروما            | هلند                | CB      | ۲۰۰۹–                    | ۴    | ۰     |
| پاتریک ون آنهولت      | هلند                | LB      | ۲۰۰۹–                    | ۲    | ۰     |
| گائل کاکوتا           | فرانسه              | W       | ۲۰۰۹-                    | ۶    | ۰     |
| فرناندو تورس          | اسپانیا             | ST      | ۲۰۱۰–                    | ۱۲۸  | ۳۳    |
| یوسی بنایون           | اسرائیل             | MF      | ۲۰۱۰–                    | ۱۰   | ۱     |
| جاش مک‌ایچران          | انگلستان            | RB      | ۲۰۱۰–                    | ۱۱   | ۰     |
| رامیرس                | برزیل               | MF      | ۲۰۱۰–                    | ۸۵   | ۱۱    |
| دیوید لوییز           | برزیل               | CB      | ۲۰۱۱–                    | ۱۰۷  | ۱۲    |
| رائول میرلس           | پرتغال              | MF      | ۲۰۱۱–۲۰۱۲                | ۳۴   | ۲     |
| تیبو کورتوا           | بلژیک               | GK      | ۲۰۱۱–                    | ۰    | ۰     |
| خوان ماتا             | اسپانیا             | MF      | ۲۰۱۱–                    | ۱۱۶  | ۳۰    |
| اوریول رومئو          | اسپانیا             | MF      | ۲۰۱۱–                    | ۲۲   | ۰     |
| روملو لوکاکو          | بلژیک               | ST      | ۲۰۱۱–                    | ۸    | ۰     |
| اسکار (بازیکن فوتبال) | برزیل               | MF      | ۲۰۱۲–                    | ۶۲   | ۱۲    |
| گری کیهیل             | انگلستان            | CB      | ۲۰۱۲-                    | ۳۱   | ۳     |
| ادن آزار              | بلژیک               | MF      | ۲۰۱۲–                    | ۶۲   | ۱۳    |
| سزار آزپیلیکوئتا      | اسپانیا             | RB      | ۲۰۱۲–                    | ۱۰۱  | ۱     |
| دیگو کاستا            | اسپانیا             | ST      | ۲۰۱۴–                    | 0    | 0     |

## کاپیتان‌های برتر
| کاپیتان       | ملیت     | افتخارات |
| ------------- | -------- | --- |
| جک هارو       | انگلستان | نایب قهرمان جام حذفی فوتبال انگلستان ۱۹۱۵ |
| روی بنتلی     | انگلستان | قهرمان لیگ دسته اول انگلستان ۵۵-۱۹۵۴ قهرمان جام خیریه انگلستان ۱۹۵۵ |
| تری ونابلز    | انگلستان | قهرمان جام اتحادیه فوتبال انگلیس ۱۹۶۵ |
| رون هریس      | انگلستان | نایب قهرمان جام حذفی فوتبال انگلستان ۱۹۶۷ قهرمان جام حذفی فوتبال انگلستان ۱۹۷۰ نایب قهرمان جام خیریه انگلستان ۱۹۷۰ قهرمان جام در جام اروپا ۱۹۷۱ نایب قهرمان جام اتحادیه فوتبال انگلستان ۱۹۷۲ |
| کولین پیتس    | انگلستان | نایب قهرمان لیگ دسته دوم انگلستان ۸۴-۱۹۸۳ قهرمان فول ممبرز کاپ ۱۹۸۶ |
| گراهام روبرتس | انگلستان | قهرمان لیگ دسته دوم انگلستان ۸۹-۱۹۸۸ |
| پیتر نیکولاس  | ولز      | قهرمان فول ممبرز کاپ ۱۹۹۰ |
| دنیس ویسه     | انگلستان | نایب قهرمان جام حذفی فوتبال انگلستان ۱۹۹۴ قهرمان جام حذفی فوتبال انگلستان ۱۹۹۷ نایب قهرمان جام خیریه انگلستان ۱۹۹۷ قهرمان جام اتحادیه فوتبال انگلستان ۱۹۹۸ قهرمان جام در جام اروپا ۱۹۹۸ قهرمان سوپرجام اروپا ۱۹۹۸ قهرمان جام حذفی فوتبال انگلستان ۲۰۰۰ قهرمان جام خیریه انگلستان ۲۰۰۰ |
| مارسل دسایی   | فرانسه   | نایب قهرمان جام حذفی فوتبال انگلستان ۲۰۰۲ نایب قهرمان لیگ برتر انگلستان ۰۴–۲۰۰۳ |
| جان تری       | انگلستان | قهرمان جام اتحادیه فوتبال انگلستان ۲۰۰۵ قهرمان لیگ برتر انگلستان ۰۵–۲۰۰۴ قهرمان جام خیریه انگلستان ۲۰۰۵ قهرمان لیگ برتر انگلستان ۰۶–۲۰۰۵ نایب قهرمان جام خیریه انگلستان ۲۰۰۶ قهرمان جام اتحادیه فوتبال انگلستان ۲۰۰۷ نایب قهرمان لیگ برتر انگلستان ۰۷–۲۰۰۶ قهرمان جام حذفی فوتبال انگلستان ۲۰۰۷ نایب قهرمان جام اتحادیه فوتبال انگلستان ۲۰۰۸ نایب قهرمان لیگ برتر انگلستان ۰۸–۲۰۰۷ نایب قهرمان لیگ قهرمانان اروپا ۲۰۰۸ قهرمان جام حذفی فوتبال انگلستان ۲۰۰۹ قهرمان جام خیریه انگلستان ۲۰۰۹ قهرمان لیگ برتر انگلستان ۱۰–۲۰۰۹ قهرمان جام حذفی فوتبال انگلستان ۲۰۱۰ نایب قهرمان جام خیریه انگلستان ۲۰۱۰ نایب قهرمان لیگ برتر انگلستان ۱۱–۲۰۱۰ |
| فرانک لمپارد  | انگلستان | نایب قهرمان جام خیریه انگلستان ۲۰۰۷ |